# Maria Santissima Assunta (Santa Lucia del Mela)

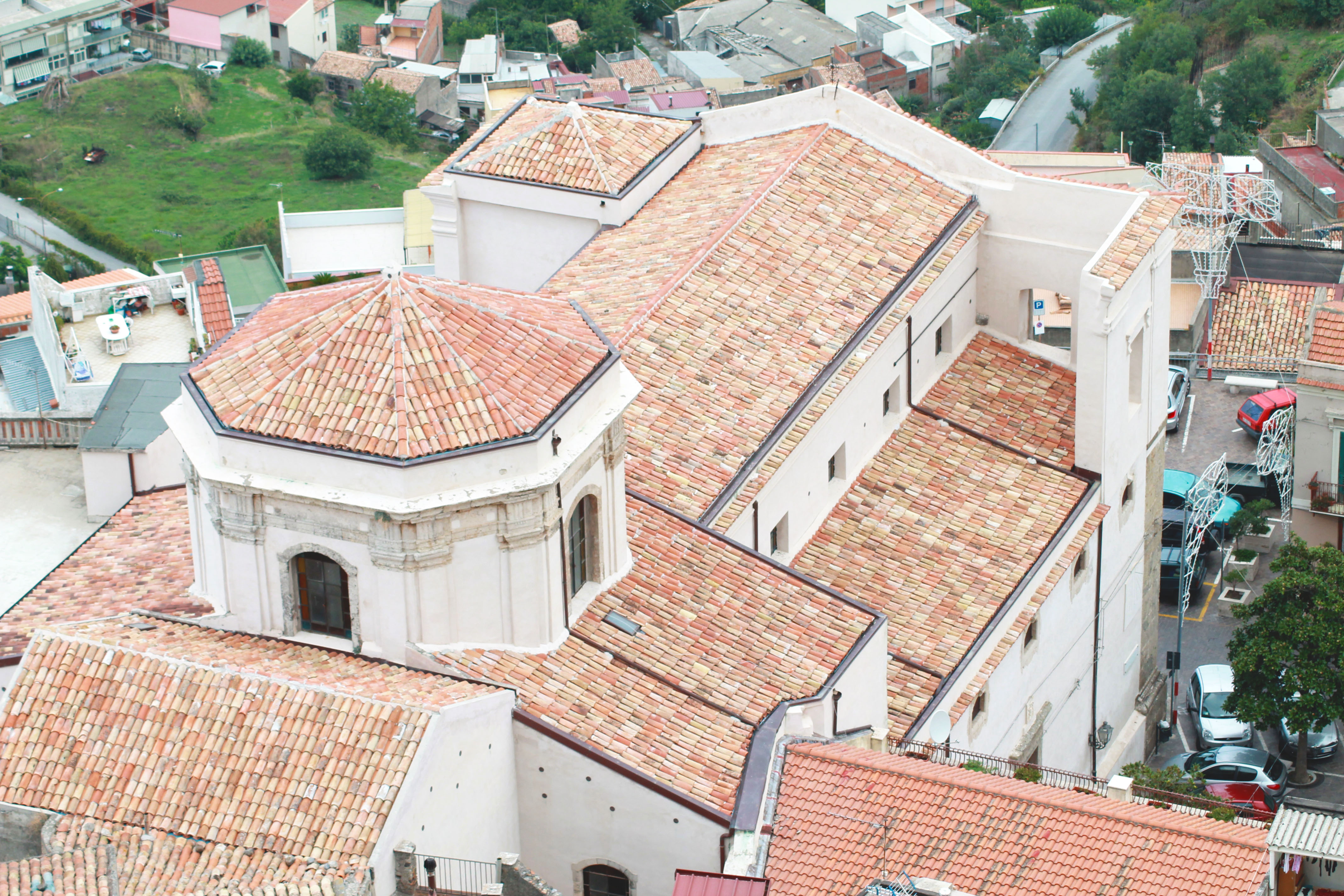
Santa Maria Assunta

Die Kirche Maria Santissima Assunta (heiligste in den Himmel aufgenommene Maria) in Santa Lucia del Mela ist die ehemalige Kathedrale der Prälatur Santa Lucia del Mela der Römisch-Katholischen Kirche in der Kirchenregion Sizilien. Seit der Vereinigung der Prälatur mit dem Erzbistum Messina dient sie als Konkathedrale des Erzbistums, das seither den Namen Erzbistum Messina-Lipari-Santa Lucia del Mela trägt.

## Geschichte
An der Stelle der heutigen Kirche hatte bereits Roger I. 1094 eine Kirche errichten lassen. Diese wurde nach der Errichtung der Prälatur Santa Lucia del Mela zur Kathedrale der Prälatur.
Das heutige Kirchengebäude wurde in der Zeit von 1608 bis 1642 errichtet.

## Beschreibung
Die Fassade hat einen horizontalen Abschluss, über dem Mittelteil erhebt sich ein Dreiecksgiebel (Tympanon). Das Hauptportal aus Marmor ist von einem Adler gekrönt.
Das Innere der Kirche ist durch 12 Granitsäulen in drei Schiffe unterteilt.
In der Mittelapsis befindet sich ein großes Gemälde der Himmelfahrt Mariens, der die Kirche geweiht ist, von Fra Felice da Palermo (1771).
Weitere Besonderheiten sind ein Grabstein ohne Inschrift mit päpstlicher Tiara, das Taufbecken und ein Weihwasserbecken von Gabriele Baptista (1845), eine Alabasterstatue des „Ecce Homo“ und das Chorgestühl aus geschnitztem Nussbaumholz aus dem 17. Jahrhundert.
In der Sakramentskapelle steht ein Marmoraltar mit einem Basrelief des letzten Abendmahls aus dem 18. Jahrhundert.
Zum Kirchenschatz gehört neben kunstvollen Paramenten ein Reliquiar mit einer Reliquie von der Dornenkrone.

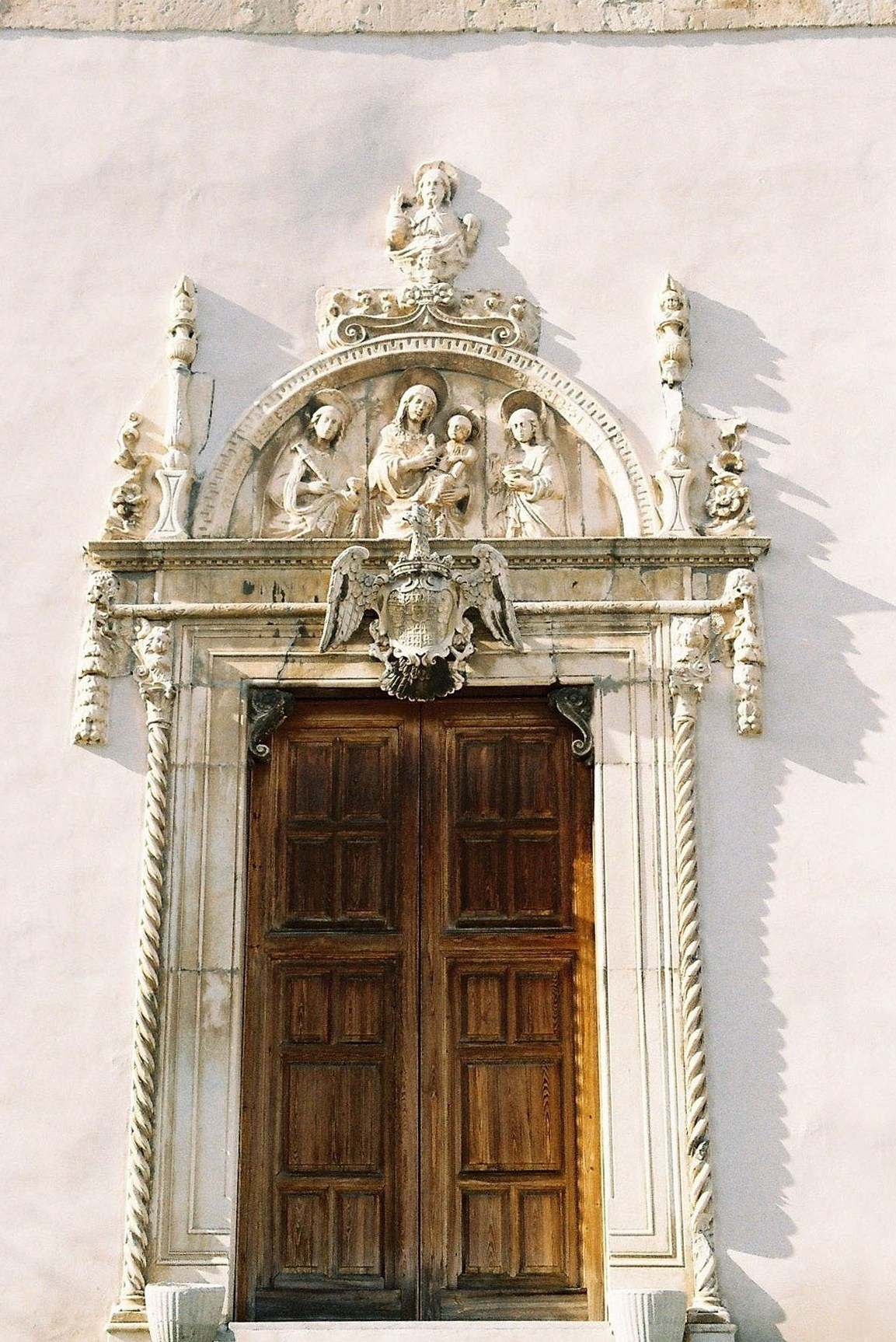
Portal
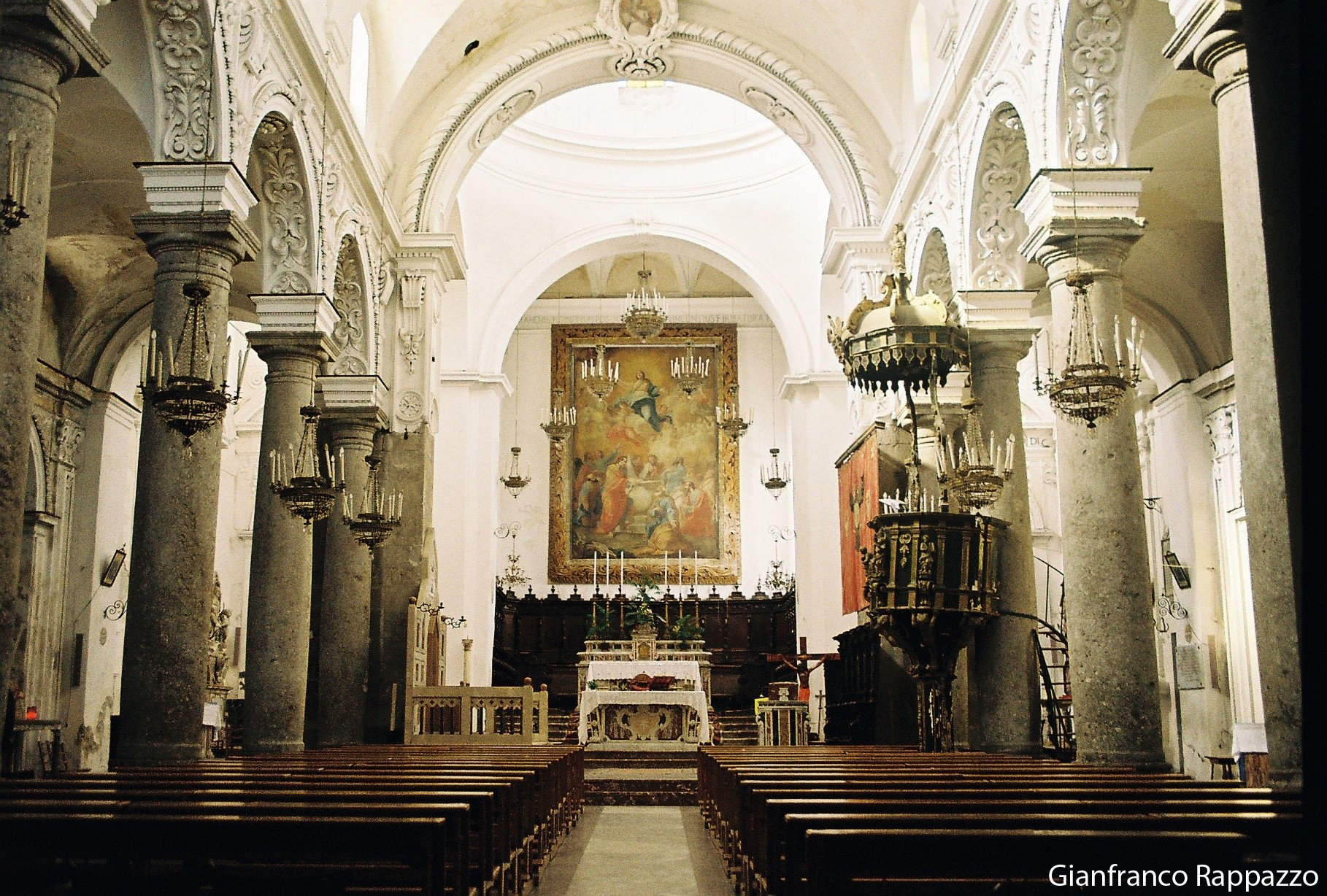
Blick zum Altar
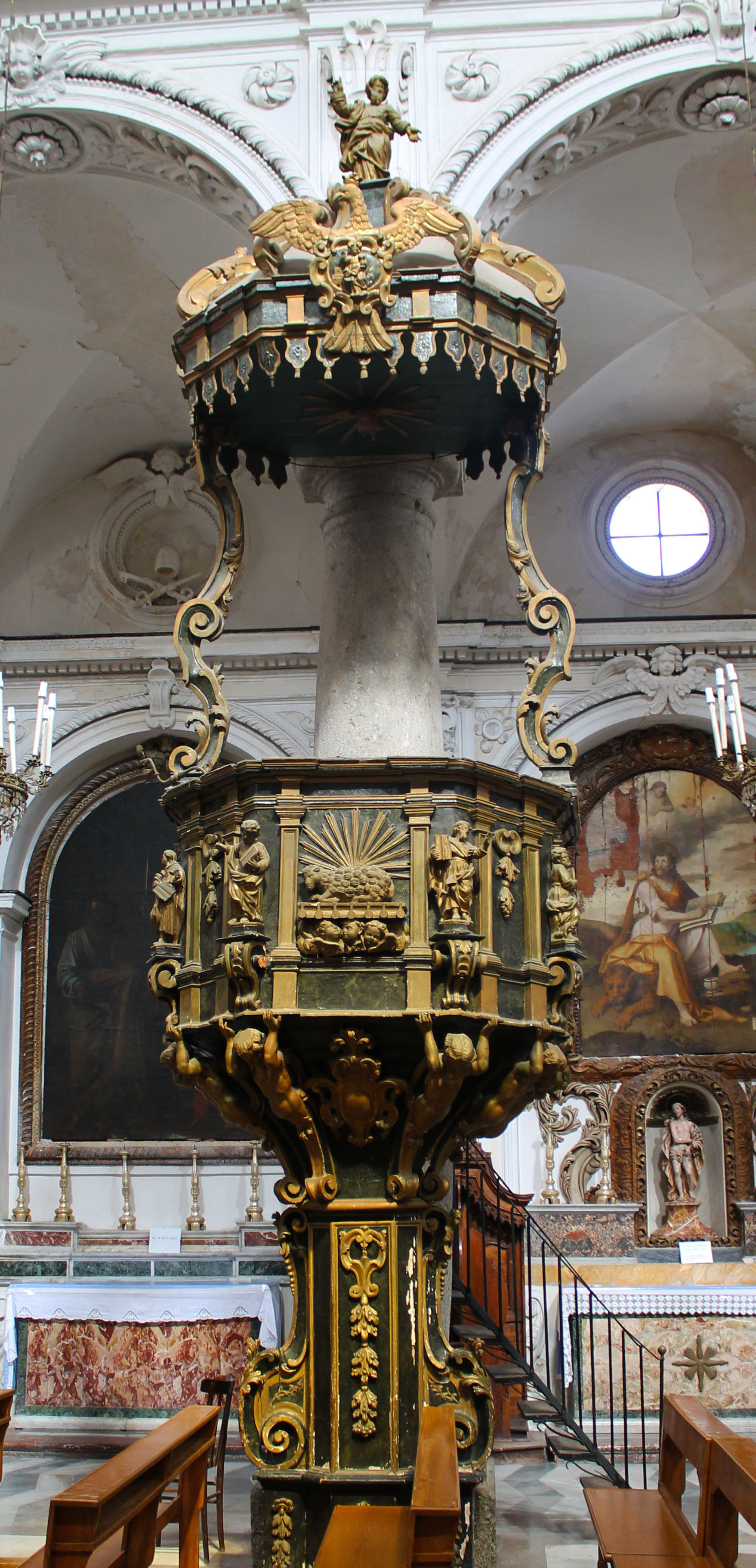
Kanzel
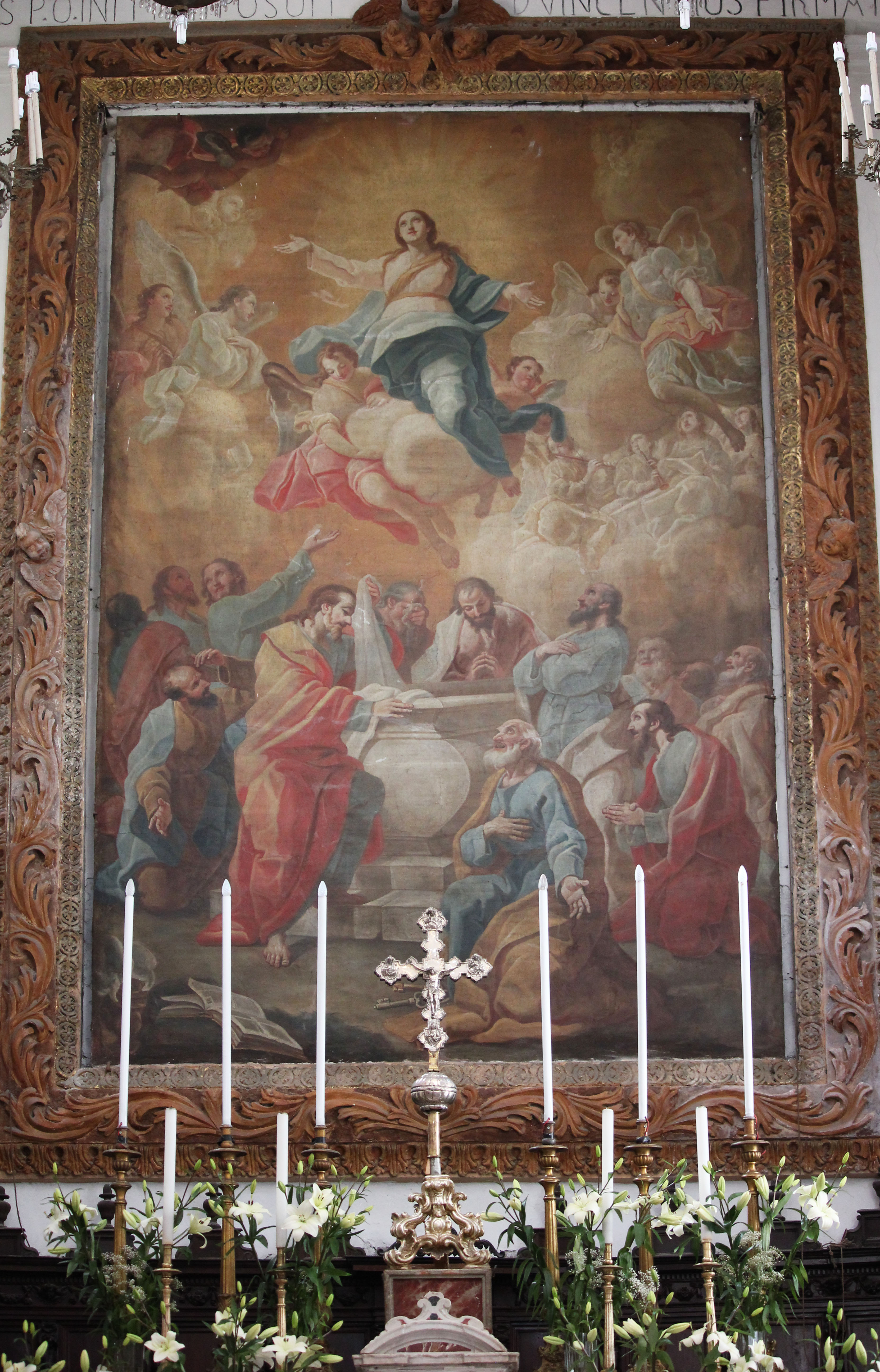
Maria Himmelfahrt
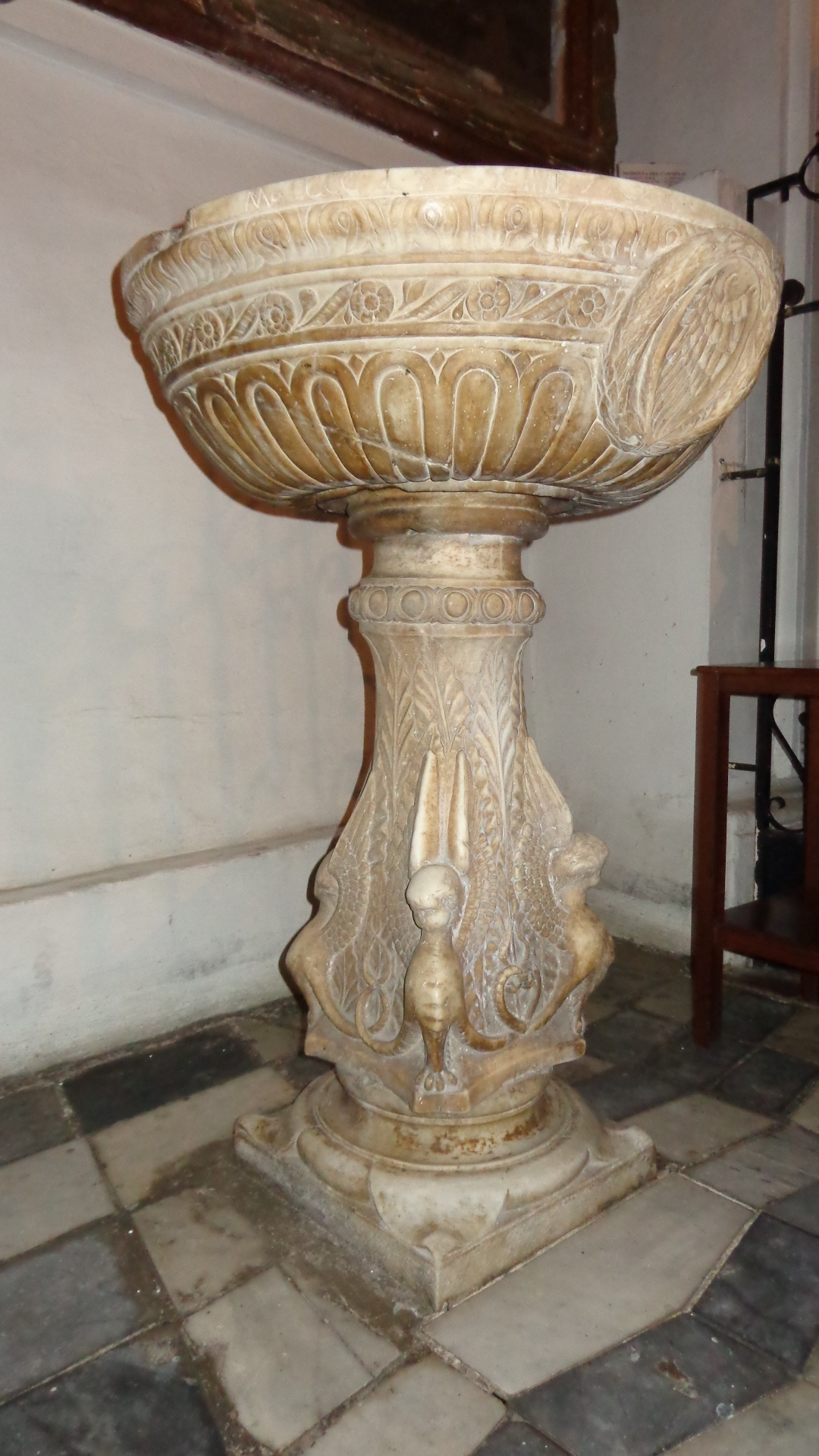
Taufbecken